# Presidente dos Emirados Árabes Unidos
O Presidente dos Emirados Árabes Unidos Unidos (رئيس دولة الإمارات العربية المتحدة, em árabe) é o chefe de Estado dos Emirados Árabes. Oficialmente, o presidente é eleito para mandatos de 5 anos pelo Supremo Conselho Federal, porém de facto o cargo de presidente é vitalício e hereditário, sendo ocupado pelo Emir de Abu Dhabi, o maior emirado do país. O presidente dos EAU é chefe das Forças Armadas dos Emirados Árabes e, também, chefe do Supremo Conselho e do Conselho de Petróleo. 
O atual presidente dos EAU é Maomé bin Zayed Al Nahyan, após a morte de Khalifa bin Zayed al Nahyan.

## Presidentes dos Emirados Árabes (1971-presente)
- Zayed bin Sultan Al Nahayan (2 de Dezembro de 1971 - 2 de Novembro 2004)
- Maktoum bin Rashid Al Maktoum (2 de Novembro 2004 - 2 de Novembro 2004)
- Khalifa bin Zayid Al Nahyan (2 de Novembro 2004 - 13 de maio de 2022)
- Maomé bin Zayed Al Nahyan (14 de maio de 2022 - presente)

## Referencias
1. ↑  Helplinelaw. «Uae». www.helplinelaw.com (em inglês). Consultado em 5 de março de 2019